# Friedrich VI. von Dalberg

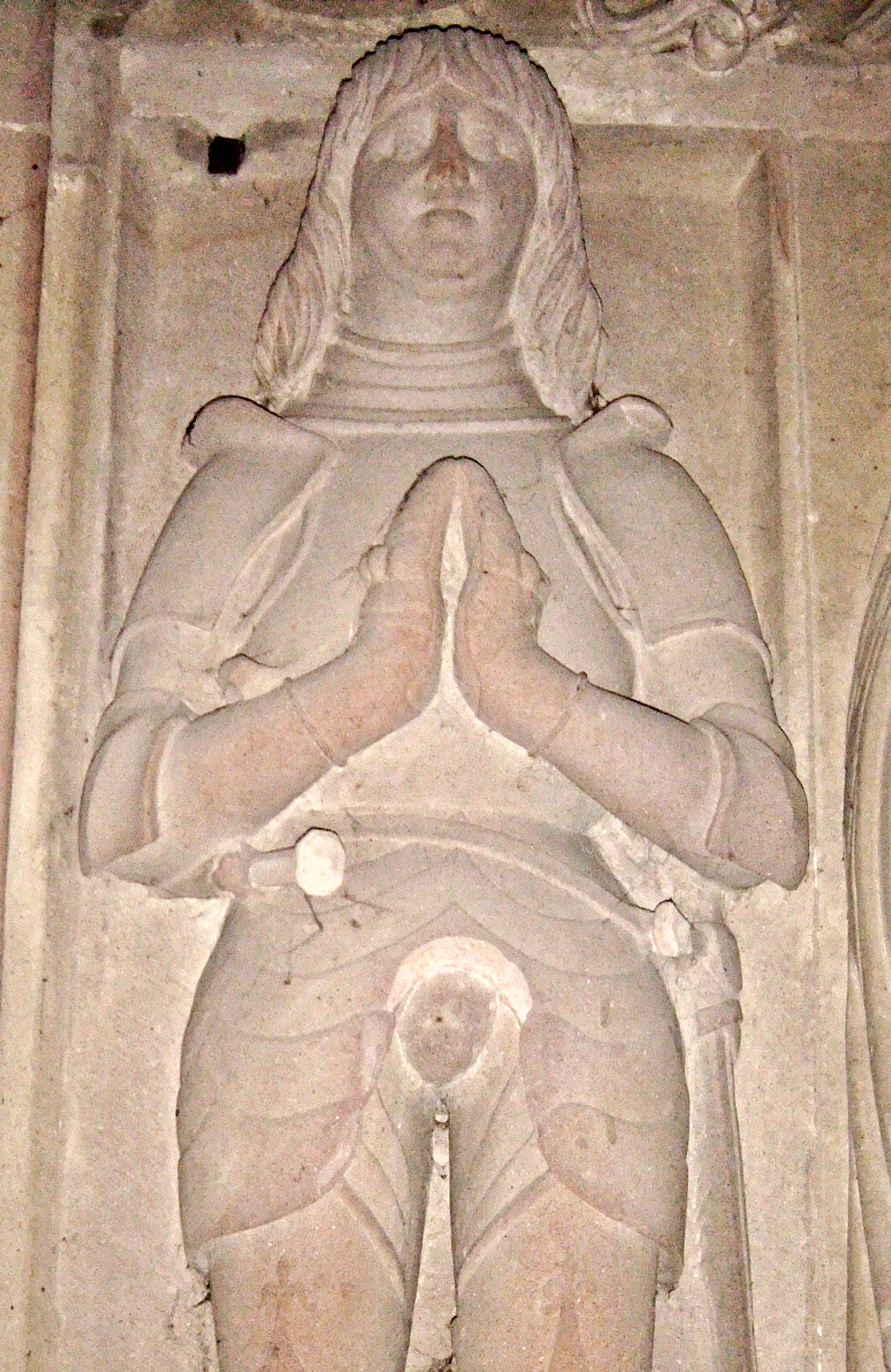
Friedrich von Dalberg auf seinem Epitaph in der Katharinenkirche Oppenheim

Friedrich VI. von Dalberg (* 10. Februar 1459; † 12. November 1506) war ein deutscher Ritter aus dem Geschlecht von Dalberg und Bürgermeister von Oppenheim.

## Verwandtschaftliche Einbindung

### Herkunft
Friedrich VI. von Dalberg war eines von 11 Kindern aus der Ehe von Wolfgang III. Kämmerer von Worms, genannt von Dalberg, und Gertrud von Greiffenclau zu Vollrads († 1502), Tochter des Ritters Friedrich von Greiffenclau zu Vollrads (1401–1462). Wolfgang III. war 1503 und vielleicht noch einmal 1506 Bürgermeister von Oppenheim und kurpfälzischer Hofmarschall.
Einer der Brüder von Friedrich VI. von Dalberg war Johann III. von Dalberg, Bischof von Worms und Kanzler der Kurpfalz. Wolfgang VI. von Dalberg (1473–1522), ein weiterer Bruder, amtierte als kurpfälzischer Amtmann in Oppenheim.

### Ehe

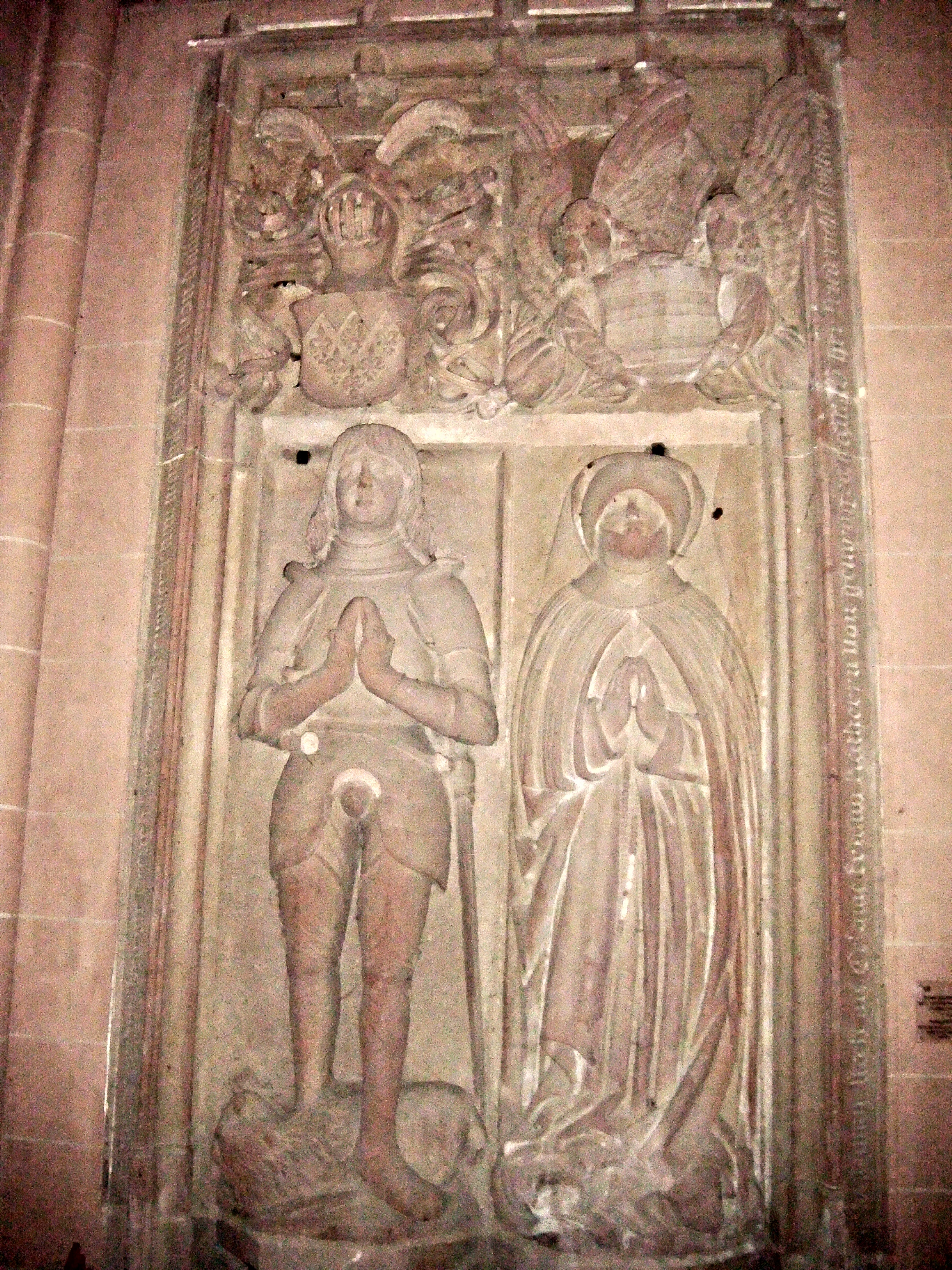
Doppelepitaph des Ehepaares in der Katharinenkirche Oppenheim

Friedrich VI. von Dalberg heiratete Katharina von Gemmingen († 1517), Tochter des Dieter von Gemmingen († 1467) und der Anna von Venningen. Ihre Großeltern waren väterlicherseits der kurpfälzische Marschall Hans der Reiche von Gemmingen († 1490) und Katharina Landschad von Steinach, mütterlicherseits der pfälzische Hofmeister Dietrich von Venningen († 1454) und Margaretha von Handschuhsheim.
Aus der Ehe von Friedrich VI. und Katharina stammen
1. Johannes XXI. (* 1478 oder 1479[Anm. 3]; † 1527) wurde Geistlicher in Öttingen.
2. Gertrud (* 1482[3]) heiratete Hans von Seebach.
3. Margarete (* 1483[4], genannt 1524; † 1524[5])
4. Wolfgang VII., genannt zu Herrnsheim (* 1484/1485; † 18. Februar 1527) heiratete vor dem 21. Februar 1516 Lorichia, Tochter von Johann und Klara von Cronberg und wurde in der Katharinenkirche in Oppenheim bestattet.
5. Friedrich VII. (* um 1485[6]; † 25. Dezember 1520) war 1503 Student an der Universität Heidelberg und wurde 1511 deren Rektor. 1509 wurde er Domherr in Worms, 1516 Domherr in Speyer.[7] Bestattet ist er in St. Martin in Worms.
6. (Maria) Apollonia (* um 1487[8]; † 12. April 1524) wurde Äbtissin des Klosters Marienberg in Boppard.
7. Anna (* um 1488[9]; † 1503) war Nonne im Kloster Marienberg in Boppard.
8. Philipp IV. (* 1490 oder 1491; † 13. Januar 1533) heiratete Katharina, Tochter von Philipp und Katharina von Cronberg. Philipp IV. wurde in der Katharinenkirche in Oppenheim bestattet. Seine Witwe heiratete noch zwei Mal: Zunächst Kaspar von Cronberg und nach dessen Tod 1537 Friedrich IX. von Fleckenstein († 1559).
9. Maria (* um 1491[10]; † 1523) war ebenfalls Nonne im Kloster Marienberg in Boppard.

Friedrich von Dalberg und seine Gattin wurden in der Katharinenkirche Oppenheim beigesetzt, wo sich ihr kunstvolles Doppelepitaph erhalten hat.

## Wirken
Friedrich VI. von Dalberg gehörte seit 1482 dem Rat von Oppenheim an und amtierte von 1503 bis 1506 als dessen Bürgermeister.
1495 zog er in seiner alten Rittertracht auf den Wormser Reichstag.
Friedrich VI. von Dalberg war, ebenso wie sein Bruder, Johann III. von Dalberg, der Bischof von Worms, humanistischem Gedankengut zugetan, schätzte und förderte Beschäftigung mit antiken Schriften. Johann Gottfried, Kanoniker und Pfarrer an der Katharinenkirche in Oppenheim, widmete ihm 12 seiner Übersetzungen antiker Werke. In einer Widmung schrieb Johann Gottfried, dass Dalberg sehr interessiert an antikem Schriftgut sei, wodurch er dessen Verbreitung fördere und zu seiner Bewahrung beitrage. Beide standen in Verbindung zu dem Heidelberger Humanistenkreis Sodalitas litteraria Rhenana. Jakob Wimpfeling übersetzte Filippo Beroaldos De tribus fratribus für Friedrich VI. von Dalberg.
Friedrich VI. von Dalberg gilt zusammen mit seinem Bruder, Bischof Johann von Worms, als Erbauer der St. Leonhards-Kapelle in Dalberg bei Bad Kreuznach. Er war zudem Pfleger der Kirchen von Wallhausen und Spabrücken.